# (4494) Marimo
(4494) Marimo es un asteroide perteneciente al cinturón de asteroides, descubierto el 13 de octubre de 1988 por Seiji Ueda y el astrónomo Hiroshi Kaneda desde el Kushiro Marsh Observatory, Hokkaido, Japón.

## Designación y nombre
Designado provisionalmente como 1988 TK1. Fue nombrado Marimo en homenaje al alga verde conocida como Marimo que crece en el lago Akan en Hokkaido.

## Características orbitales
Marimo está situado a una distancia media del Sol de 2,343 ua, pudiendo alejarse hasta 2,622 ua y acercarse hasta 2,064 ua. Su excentricidad es 0,119 y la inclinación orbital 2,470 grados. Emplea 1310 días en completar una órbita alrededor del Sol.

## Características físicas
La magnitud absoluta de Marimo es 13,4.